# Умные сети электроснабжения
Умные сети электроснабжения (англ. Smart grid) — это модернизированные сети электроснабжения, которые используют информационные и коммуникационные технологии для сбора информации об энергопроизводстве и энергопотреблении, позволяя автоматически повышать эффективность, надёжность, экономическую выгоду, а также устойчивость производства и распределения электроэнергии.
Правила разработки «умных сетей» определены в Европе через «Платформу европейских умных сетей электроснабжения» (Smart Grid European Technology Platform). В Соединённых Штатах Америки они описаны в usctc 42 152 IX § 17381.
Развитие технологии умных сетей также означает фундаментальную реорганизацию рынка услуг электроэнергетики несмотря на то что терминология на первый взгляд предполагает только развитие технической инфраструктуры.
Однако у умных сетей электроснабжения есть минусы: зависимость от постоянного электроснабжения, присутствие посторонних лиц — разработчиков сети, правовая неопределенность ответственности.

## История развития электросетей

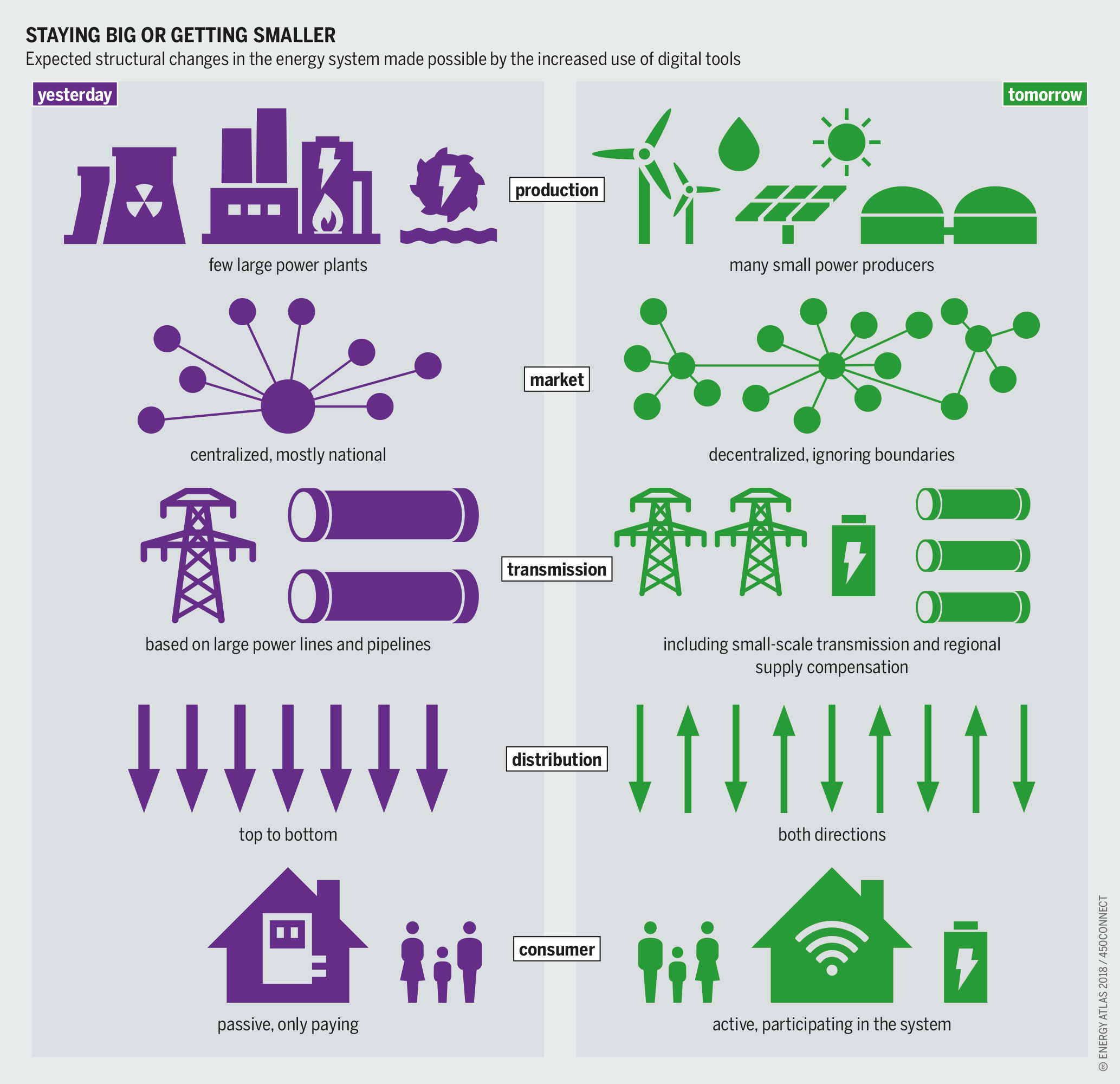
Вариант развития электросетей, по версии Energy Atlas 2018

Первая Электросеть переменного тока была установлена в 1886 году. В то время сеть была централизованной и являлась однонаправленной системой передачи и распределения электроэнергии. Спрос управлял предложением.
В 20 веке локальные сети росли с течением времени и, в конечном итоге, были подключены друг к другу по экономическим соображениям и для повышения надежности всей системы. К 1960-м годам электрические сети в развитых странах значительно разрослись, созрели и были тесно взаимосвязаны тысячами «центральных» электростанций, подающих мощности в крупные центры потребления через линии большой мощности, которые затем разветвлялись и разделялись для обеспечения питания небольших промышленных, а также бытовых потребителей по всей площади питания. Топология сети 1960-х годов стала результатом сильных экономик: большие станции, работающие на угле, газе, а также мазутных электростанций размером от 1 ГВт (1000 МВт) до 3 ГВт, оказались экономически эффективными за счёт оптимизаций, выгодных для производства электричества исключительно в гигантских масштабах.
Стратегически электростанции были расположены поблизости от запасов ископаемого топлива (шахт или колодцев либо близко к железной дороге, дорогам или портам). Выбор площадок для гидроэлектрических плотин в горных районах также сильно повлиял на структуру формирующейся сети. Атомные электростанции размещались в зависимости от наличия охлаждающей воды. Наконец, станции, работающие на ископаемом топливе, были, изначально, весьма экологически грязными и расположены как можно дальше от населенных пунктов, насколько это позволяла экономическая и техническая ситуация. К концу 1960-х годов электросети достигли подавляющего большинства потребителей развитых стран, и только некоторые отдалённые региональные области остались "вне сети".
Учёт потребления электроэнергии происходит отдельно на каждого пользователя для того, чтобы оплата соответствовала (сильно варьирующему) уровню потребления различных пользователей. Из-за ограниченной возможности сбора и обработки данных в период роста электросети, широко распространились фиксированные тарифы, а также механизмы двойного тарифа, когда в ночное время цена за электричество намного ниже дневной. Причиной для двойного тарифа являлся пониженный спрос на электричество в ночное время. Двойной тариф делал возможным использование недорогой ночной электроэнергии для обеспечения "тепловых баков", которые служили для сглаживания повседневного спроса, а также уменьшения количества турбин, которые, иначе, должны были бы быть отключены на ночь. Тем самым повышалась рентабельность производства и передачи электроэнергии. Возможности передачи сигналов реальной стоимости электричества на каждый конкретный момент у сети образца 1960 года были ограниченными.
В период с 1970-х до 1990-х годов рост спроса привел к увеличению числа электростанций. В некоторых районах поставки электроэнергии, особенно в часы пик, больше не могли идти в ногу со спросом, что приводило к снижению качества электроэнергии, включая аварии, отключения электроэнергии и колебания напряжения. Все в большей мере от снабжения электроэнергией зависели промышленность, отопление, связь и освещение, поэтому потребители требовали все более высокий уровень надежности.
К концу XX века были разработаны модели спроса на электроэнергию. Отопление и охлаждение домов привели к ежедневным пикам спроса, которые сглаживались массивными «пиковыми генераторами», включаемыми лишь на короткое время. Такие «пиковые генераторы» (обычно газотурбинные) использовались из-за их относительной дешевизны и быстрого запуска. Однако, поскольку они использовались только время от времени и являлись избыточными всё остальное время, цены на электричество для потребителей значительно повысились.
В XXI веке некоторые развивающиеся страны, — такие как Китай, Индия и Бразилия, — оказались пионерами внедрения умных сетей электроснабжения

## Возможности модернизации
С начала XXI века появились возможности воспользоваться новшествами в области электронных технологий для устранения недостатков и снижения стоимости электрической сети. Например, технологические ограничения на потребление около пиковой мощности отражается на всех потребителях в равной степени. Параллельно, растущая озабоченность по поводу экологического ущерба ископаемого топлива электростанций привела к желанию использовать большее количество возобновляемых источников энергии. Такие источники, как ветроэнергетика и солнечная энергетика, крайне непостоянны, и поэтому возникает потребность в более сложных системах управления для облегчения их (источников) подключения к управляемой сети. Мощность от солнечных батарей (и в меньшей степени ветрогенераторов) ставит под сомнение необходимость крупных, централизованных электростанций. Быстрое снижение расходов указывают на переход от централизованной топологии сети на сильно распределенную, когда производство и расход электроэнергии происходит в пределах локальной сети. Наконец, растущая озабоченность по поводу терроризма в некоторых странах привела к призывам создания более надежной энергетической системы, которая менее зависима от централизованных электростанций — потенциальных целей атаки.

## Происхождение термина «умная сеть»
Термин «умная сеть» (Smart grid) стал известен с 2003 года, когда он появился в статье "Спрос на надёжность будет управлять инвестициями в автоматизацию" Майкла Т. Burr. В этой работе перечислено несколько функциональных и технологических определений умной сети, а также некоторых преимуществ. Общим элементом для большинства определений является применение цифровой обработки данных и связи к электрической сети, что делает поток данных и управления информацией ключевыми технологиями умных сетей. Различные возможности широкой интеграции цифровых технологий, а также интеграция новой сети информационных потоков для контроля над процессами и системами, являются ключевыми технологиями при разработке умных сетей. На данный момент, электроэнергетика преобразуется в трёх классах: улучшение инфраструктуры ("сильная сеть" в Китае); добавление цифрового слоя, который является сущностью умной сети, и преобразование бизнес-процессов, делающих умные сети рентабельными. Большая часть усилий идёт на модернизацию электрических сетей: особенно это касается распределения и автоматизации подстанций, которые теперь будут включены в общую концепцию умных сетей, однако также развиваются и другие дополнительные возможности.

## Ранние технологические инновации
Основные технологии умных сетей появились из-за ранней попытки использования электронного управления, измерения и мониторинга. В 1980 году автоматическое считывание показаний счетчиков было использовано для мониторинга потребления энергии крупных клиентов и превратилась в Интеллектуальный счётчик 1990-х годов, который сохраняет информацию о том, как электроэнергия использовалась в разное время дня. Интеллектуальный счётчик находится в непрерывной связи с производителем энергии, то есть мониторинг происходит в режиме реального времени и может быть использован в качестве интерфейса для устройств быстрого реагирования на спрос и «умные розетки». Ранние формы управления спросом были устройствами, которые пассивно определяли нагрузку на энергосистему, контролируя изменения частоты источника питания. Такие устройства, как промышленные и бытовые кондиционеры, холодильники и обогреватели могли корректировать свой рабочий цикл, чтобы избежать запуска во время пиковой нагрузки сети. Начиная с 2000 года итальянский проект Telegestore первым использовал большую сеть (27 000 000) домов с использованием смарт-счетчиков, соединённых через цифровую сеть, используя саму линию электропередачи.
В одних случаях были использованы технологии широкополосного доступа по линии электропередачи, в других — беспроводные технологии, такие как ячеистая топология для более надежного подключения к различным устройствам в доме, а также поддержку учёта других коммунальных услуг таких как газ и вода.
Революция мониторинга и синхронизации глобальных сетей произошла в начале 1990-х, когда американское агентство Bonneville Power Administration расширило исследования умных сетей датчиками, способными проводить очень быстрый анализ аномалий качества электроэнергии в очень больших географических масштабах. Кульминацией этой работы стала первая система измерений на широких площадях(WAMS) в 2000 году. Многие страны мгновенно переняли эту технологию, например Китай.